# Taipei Municipal Stadium
Taipei Municipal Stadium (台北田徑場) is een stadion in Taipei, Taiwan. In het originele stadion, gebouwd in 1956, konden 16.000 mensen. Het stadion werd herbouwd tussen 2006 en 2009 voor de 21e zomerspelen van Deaflympische Spelen, die plaatsvonden in 2009.
Op 3 juli 2011 werd een recordaantal toeschouwers gehaald van 16.768. Dat was tijdens de wedstrijd tussen Taiwan en Maleisië. Deze interland werd gespeeld in het kwalificatietoernooi voor het wereldkampioenschap voetbal 2014. Het stadion werd ook gebruikt voor de Taiwanese thuiswedstrijden in het kwalificatietoernooi voor het WK 2018.